# Championnats de Belgique d'athlétisme 2009
En 2009 les Championnats de Belgique d'athlétisme toutes catégories ont eu lieu les 1er et 2 août à Oordegem (Lede) en Flandre Orientale. Ces championnats étaient organisés par le Vlierzele Sportief en collaboration avec la Vlaamse Atletiekliga (division flamande de la Ligue royale belge d'athlétisme).
Les 10 000 m hommes et femmes, ainsi que les 3 000 m steeple femmes se sont tenus à Machelen, dans le Brabant flamand, le 30 juillet 2009.
À l'occasion de ces championnats, quatre athlètes belges ont décroché leur qualification aux championnats du monde d'athlétisme de 2009 à Berlin, à savoir Olivia Borlée (200 m), Élodie Ouédraogo (400 m haies), Cédric Van Branteghem (400 m) et Thomas Smet (lancer du javelot). La sélection totale, y compris les réserves pour les relais, s'élevait à 23 athlètes.

## Résultats courses

### 100m
| rang               | Athlète          | prestation |
| ------------------ | ---------------- | ---------- |
| Médaille d'or      | Jean Marie Louis | 10 s 63    |
| Médaille d'argent  | Ingmar Herreman  | 10 s 72    |
| Médaille de bronze | Wout Verhoeven   | 10 s 82    |

| rang               | Athlète          | prestation |
| ------------------ | ---------------- | ---------- |
| Médaille d'or      | Olivia Borlée    | 11 s 44    |
| Médaille d'argent  | Anne Zagré       | 11 s 52    |
| Médaille de bronze | Justine Desondre | 11 s 96    |

### 200m
| rang               | Athlète        | prestation |
| ------------------ | -------------- | ---------- |
| Médaille d'or      | Kévin Borlée   | 20 s 89    |
| Médaille d'argent  | Joris Haeck    | 21 s 12    |
| Médaille de bronze | Antoine Gillet | 21 s 23    |

| rang               | Athlète         | prestation |
| ------------------ | --------------- | ---------- |
| Médaille d'or      | Olivia Borlée   | 23 s 15    |
| Médaille d'argent  | Elke Bogemans   | 24 s 03    |
| Médaille de bronze | Laetitia Libert | 24 s 12    |

### 400m
| rang               | Athlète               | prestation |
| ------------------ | --------------------- | ---------- |
| Médaille d'or      | Cédric Van Branteghem | 46 s 07    |
| Médaille d'argent  | Nils Duerinck         | 46 s 47    |
| Médaille de bronze | Arnaud Ghislain       | 46 s 87    |

| rang               | Athlète         | prestation |
| ------------------ | --------------- | ---------- |
| Médaille d'or      | Elke Bogemans   | 53 s 56    |
| Médaille d'argent  | Axelle Dauwens  | 55 s 11    |
| Médaille de bronze | Wendy Den Haeze | 55 s 19    |

### 800m
| rang               | Athlète            | prestation    |
| ------------------ | ------------------ | ------------- |
| Médaille d'or      | Charles Van Hees   | 1 min 50 s 42 |
| Médaille d'argent  | Matthias Rosseeuw  | 1 min50 s 48  |
| Médaille de bronze | Jan Van Den Broeck | 1 min 50 s 52 |

| rang               | Athlète             | prestation    |
| ------------------ | ------------------- | ------------- |
| Médaille d'or      | Charlotte Debroux   | 2 min 06 s 78 |
| Médaille d'argent  | Camilla De Bleecker | 2 min 07 s 91 |
| Médaille de bronze | Mariska Parewyck    | 2 min 08 s 88 |

### 1 500m
| rang               | Athlète              | prestation    |
| ------------------ | -------------------- | ------------- |
| Médaille d'or      | Kristof Van Malderen | 3 min 43 s 46 |
| Médaille d'argent  | Kim Ruell            | 3.43,60       |
| Médaille de bronze | Geoffrey Marrion     | 3 min 44 s 22 |

| rang               | Athlète           | prestation    |
| ------------------ | ----------------- | ------------- |
| Médaille d'or      | Lindsey De Grande | 4 min 17 s 94 |
| Médaille d'argent  | Sandra Schenkel   | 4 min 25 s 37 |
| Médaille de bronze | Jenna Wyns        | 4 min 31 s 52 |

### 5 000m
| rang               | Athlète           | prestation     |
| ------------------ | ----------------- | -------------- |
| Médaille d'or      | Maarten Van Steen | 14 min 06 s 94 |
| Médaille d'argent  | Wesley De Kerpel  | 14 min 13 s 38 |
| Médaille de bronze | Guy Fays          | 14 min 14 s 03 |

| rang               | Athlète             | prestation     |
| ------------------ | ------------------- | -------------- |
| Médaille d'or      | Veerle Van Linden   | 16 min 36 s 01 |
| Médaille d'argent  | Stephanie De Croock | 16 min 40 s 16 |
| Médaille de bronze | Vanja Cnops         | 16 min 42 s 54 |

### 10 000m
| rang               | Athlète                  | prestation     |
| ------------------ | ------------------------ | -------------- |
| Médaille d'or      | Stefan Van Den Broek     | 29 min 55 s 13 |
| Médaille d'argent  | Frank Bollen             | 30 min 27 s 18 |
| Médaille de bronze | Lander Van Droogenbroeck | 30 min 44 s 63 |

| rang               | Athlète                   | prestation     |
| ------------------ | ------------------------- | -------------- |
| Médaille d'or      | Virgini Van Droogenbroeck | 36 min 32 s 25 |
| Médaille d'argent  | Els Van Hooydonck         | 36 min 40 s 68 |
| Médaille de bronze | Ann Parmentier            | 36 min 53 s 65 |

## Résultats obstacles

### 110mhaies/100mhaies
| rang               | Athlète            | prestation |
| ------------------ | ------------------ | ---------- |
| Médaille d'or      | Adrien Deghelt     | 13 s 70    |
| Médaille d'argent  | Damien Broothaerts | 13 s 76    |
| Médaille de bronze | Quentin Ruffacq    | 14 s 34    |

| rang               | Athlète         | prestation |
| ------------------ | --------------- | ---------- |
| Médaille d'or      | Eline Berings   | 12 s 97    |
| Médaille d'argent  | Elisabeth Davin | 13 s 11    |
| Médaille de bronze | Anne Zagré      | 13 s 20    |

### 400mhaies
| rang               | Athlète              | prestation |
| ------------------ | -------------------- | ---------- |
| Médaille d'or      | Michael Bultheel     | 50 s 69    |
| Médaille d'argent  | Vincent Vanryckeghem | 50 s 76    |
| Médaille de bronze | Pieter De Schepper   | 51 s 52    |

| rang               | Athlète           | prestation |
| ------------------ | ----------------- | ---------- |
| Médaille d'or      | Élodie Ouédraogo  | 56 s 71    |
| Médaille d'argent  | Jolien Van Brempt | 59 s 40    |
| Médaille de bronze | Jessie Raes       | 60 s 42    |

### 3 000msteeple
| rang               | Athlète          | prestation    |
| ------------------ | ---------------- | ------------- |
| Médaille d'or      | Jeroen D'hoedt   | 8 min 52 s 93 |
| Médaille d'argent  | Koen Wilssens    | 9 min 12 s 98 |
| Médaille de bronze | Jeremy Van Ophem | 9 min 24 s 29 |

| rang               | Athlète             | prestation     |
| ------------------ | ------------------- | -------------- |
| Médaille d'or      | Stephanie De Croock | 10 min 28 s 13 |
| Médaille d'argent  | Vanja Cnops         | 10 min 49 s 78 |
| Médaille de bronze | Sofie Picavet       | 10 min 59 s 89 |

## Résultats sauts

### Saut en longueur
| rang               | Athlète             | prestation |
| ------------------ | ------------------- | ---------- |
| Médaille d'or      | Nicolas Stempnick   | 7,37 m     |
| Médaille d'argent  | Benjamin De Vriendt | 7,32 m     |
| Médaille de bronze | Cedric Nolf         | 7,28 m     |

| rang               | Athlète        | prestation |
| ------------------ | -------------- | ---------- |
| Médaille d'or      | Els De Wael    | 6,08 m     |
| Médaille d'argent  | Sara Aerts     | 6,04 m     |
| Médaille de bronze | Kim Van Hertem | 5,97 m     |

### Triple saut
| rang               | Athlète             | prestation |
| ------------------ | ------------------- | ---------- |
| Médaille d'or      | Corentin Debailleul | 15,39 m    |
| Médaille d'argent  | Hugues Branle       | 14,00 m    |
| Médaille de bronze | Franck Cannaert     | 13,98 m    |

| rang               | Athlète           | prestation |
| ------------------ | ----------------- | ---------- |
| Médaille d'or      | Jolien Van Brempt | 12,91 m    |
| Médaille d'argent  | Hanne Claes       | 12,71 m    |
| Médaille de bronze | Stefie Mievis     | 12,27 m    |

### Saut en hauteur
| rang               | Athlète          | prestation |
| ------------------ | ---------------- | ---------- |
| Médaille d'or      | Stijn Stroobants | 2,20 m     |
| Médaille d'argent  | Timothy Hubert   | 2,04 m     |
| Médaille de bronze | Xavier Chalon    | 2,04 m     |

| rang               | Athlète             | prestation |
| ------------------ | ------------------- | ---------- |
| Médaille d'or      | Hanne Van Hessche   | 1,74 m     |
| Médaille d'argent  | Sarah De Vogelaer   | 1,71 m     |
| Médaille de bronze | Marjolein Lindemans | 1,68 m     |

### Saut à la perche
| rang               | Athlète         | prestation |
| ------------------ | --------------- | ---------- |
| Médaille d'or      | Kevin Rans      | 5,55 m     |
| Médaille d'argent  | Denis Goossens  | 5,20 m     |
| Médaille de bronze | Laurent Vanhees | 5,00 m     |

| rang               | Athlète         | prestation |
| ------------------ | --------------- | ---------- |
| Médaille d'or      | Fanny Smets     | 3,90 m     |
| Médaille d'argent  | Chloe Henry     | 3,85 m     |
| Médaille de bronze | Aurelie De Ryck | 3,75 m     |

## Résultats lancers

### Lancer du poids
| rang               | Athlète        | prestation |
| ------------------ | -------------- | ---------- |
| Médaille d'or      | Wim Blondeel   | 18,61 m    |
| Médaille d'argent  | Richard Revyn  | 16,34 m    |
| Médaille de bronze | Filip Eeckhout | 16,16 m    |

| rang               | Athlète              | prestation |
| ------------------ | -------------------- | ---------- |
| Médaille d'or      | Catherine Timmermans | 15,90 m    |
| Médaille d'argent  | Sophie Verlinden     | 14,00 m    |
| Médaille de bronze | Annelies Peetroons   | 13,59 m    |

### Lancer du disque
| rang               | Athlète      | prestation |
| ------------------ | ------------ | ---------- |
| Médaille d'or      | Wim Blondeel | 53,26 m    |
| Médaille d'argent  | Sem Bras     | 49,67 m    |
| Médaille de bronze | Edwin Nys    | 48,19 m    |

| rang               | Athlète            | prestation |
| ------------------ | ------------------ | ---------- |
| Médaille d'or      | Inge Vangeel       | 48,40 m    |
| Médaille d'argent  | Veerle Blondeel    | 48,11 m    |
| Médaille de bronze | Anouska Hellebuyck | 46,43 m    |

### Lancer du javelot
| rang               | Athlète       | prestation |
| ------------------ | ------------- | ---------- |
| Médaille d'or      | Thomas Smet   | 79,14 m    |
| Médaille d'argent  | Tom Goyvaerts | 78,36 m    |
| Médaille de bronze | John De Smet  | 68,67 m    |

| rang               | Athlète       | prestation |
| ------------------ | ------------- | ---------- |
| Médaille d'or      | Melissa Dupré | 50,07 m    |
| Médaille d'argent  | Sarah Vermeir | 44,17 m    |
| Médaille de bronze | An Vanhoorne  | 40,07 m    |

### Lancer du marteau
| rang               | Athlète            | prestation |
| ------------------ | ------------------ | ---------- |
| Médaille d'or      | Pierre Nicolas     | 64,00 m    |
| Médaille d'argent  | Walter De Wyngaert | 59,71 m    |
| Médaille de bronze | Tim De Coster      | 58,60 m    |

| rang               | Athlète         | prestation |
| ------------------ | --------------- | ---------- |
| Médaille d'or      | Frederique Neys | 52,12 m    |
| Médaille d'argent  | Tasja Gevers    | 49,55 m    |
| Médaille de bronze | Irina Sustelo   | 49,53 m    |

## Sources
- Ligue Belge Francophone d'Athlétisme